# Packington
Cet article possède un paronyme, voir Pakington.
Packington est une municipalité de paroisse du Québec située dans la MRC de Témiscouata dans le Bas-Saint-Laurent.

## Toponymie
Packington, nom du bureau de poste desservant autrefois la paroisse de Saint-Benoît-Abbé (partie des cantons de Packington et de Robinson), s'est aussi étendu à la municipalité homonyme. Ce toponyme rappelle sir John Pakington, homme politique anglais, qui fut l'un des promoteurs de la construction du chemin de fer Intercolonial. La désignation paraît sur la Carte de la province de Québec de 1870. Proclamation : 1869.

## Histoire
Saint-Benoit-de-Pakington est l'une des localités organisatrices du Ve Congrès mondial acadien en 2014.

## Géographie

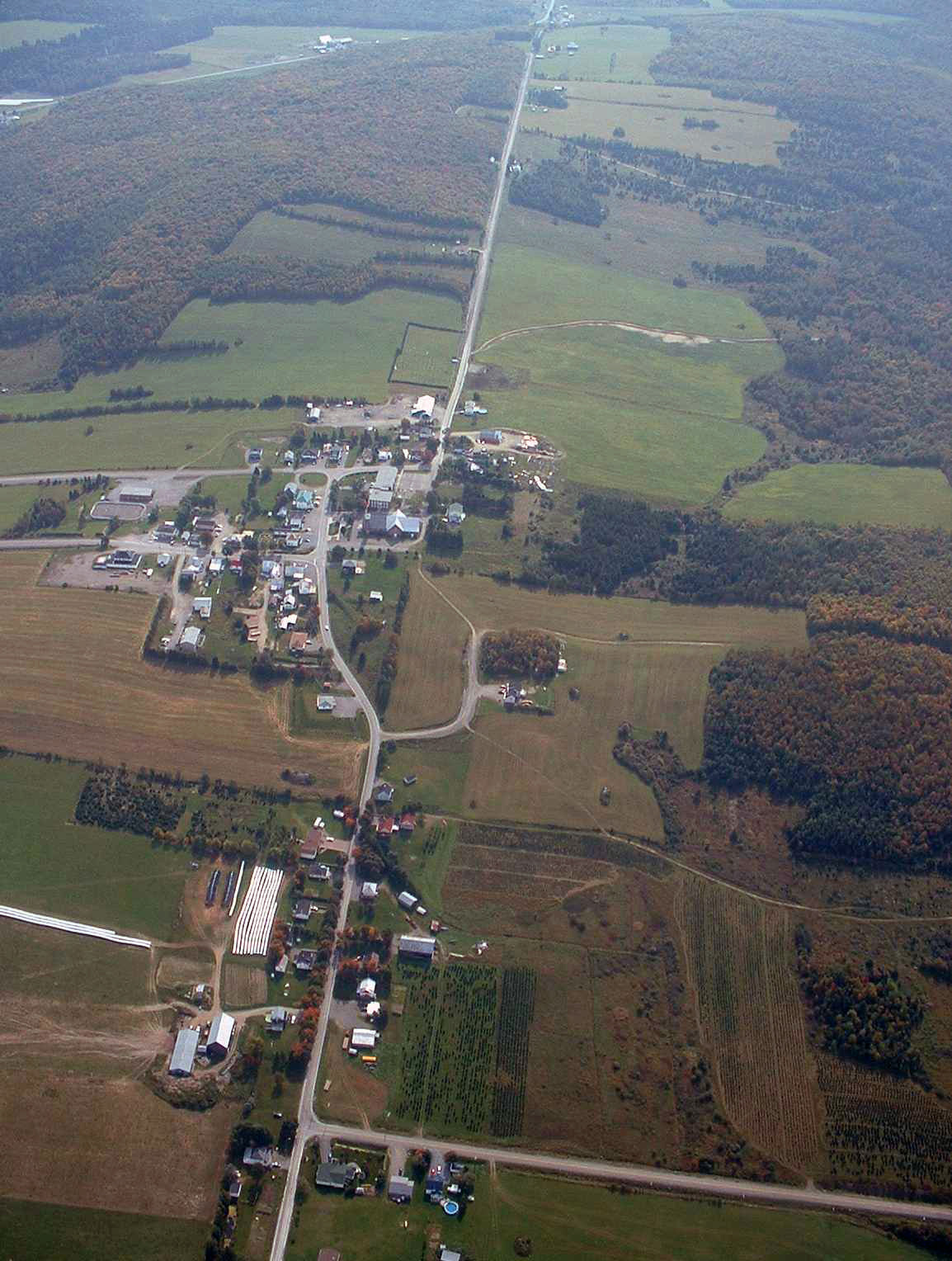
Vue aérienne du village de Packington

Packington se trouve au sud-ouest du lac Témiscouata, et au sud de Témiscouata-sur-le-Lac.

## Démographie
| 1986 | 1991 | 1996 | 2001 | 2006 | 2011 | 2016 | 2021 |
| ---- | ---- | ---- | ---- | ---- | ---- | ---- | ---- |
| 626  | 618  | 642  | 580  | 657  | 595  | 603  | 578  |

## Administration
Les élections municipales se font en bloc pour le maire et les six conseillers.
| Packington Maires depuis 2001                                                                                        |                  |         |          |
| Élection | Maire            | Qualité | Résultat |
| 2001 | Serge Beaulieu   |         | Voir     |
| 2005 | Michel Lacasse   |         | Voir     |
| 2009 | Émilien Beaulieu |         | Voir     |
| 2013 | Émilien Beaulieu | Voir    |          |
| 2017 | Émilien Beaulieu | Voir    |          |
| Élection partielle en italique Depuis 2005, les élections sont simultanées dans toutes les municipalités québécoises |                  |         |          |